# Pentecostal Assemblies of the World
The Pentecostal Assemblies of The World (PAW) är det äldsta och ett av de största samfunden inom den pentekostala Oneness-rörelsen.
PAW har omkring 1,5 miljoner medlemmar i USA. Kyrkan har sitt huvudkontor i Indianapolis, Indiana. 

## Historia
PAW räknar, i likhet med övriga amerikanska pingstkyrkor, sina rötter tillbaka till den stora väckelsen på Azusa Street i Los Angeles, åren 1906-1909.
1913 bildades PAW med J.J. Frazee som högste ledare, General Superintendent.
1914 antog PAW officiellt, som första amerikanska pingstsamfund, den s.k. Oneness-läran, att Jesus var det sanna namnet på den ende Guden och att människor endast skulle döpas i Jesu namn. Detta beslut fick många anhängare av treenighetsläran att lämna PAW. Flera av de som då lämnade PAW var samma år med om att bilda Assemblies of God. 
1915 höll PAW kongress i Indianapolis, Indiana med Christ Temple Assembly of the Apostolic Faith som värdförsamling.
Där beslutade man att utse ett råd om fem biskopar att leda kyrkan, med Christ Temples pastor, Garfield Thomas Haywood som ordförande. Samtidigt bestämdes det att PAW:s högkvarter skulle flyttas till Portland, Oregon.
1918 ledde Frazee ett möte i St. Louis som ledde till att General Assembly of the Apostolic Assemblies gick upp i PAW.
1919 flyttade PAW sitt huvudkontor till Indianapolis, där man också registrerades som trossamfund av delstatsmyndigheterna.
Det innebar bland annat att PAW:s pastorer fick laglig rätt att slippa militärtjänst. Samma år kom pastor Robert C. Lawson i konflikt med kyrkans ledning, lämnade PAW och flyttade till New York där han bildade församlingen Refuge Church of Christ, varur samfundet Church of Our Lord Jesus Christ kom att växa fram.
1924 ledde Jim Crow-lagarna i södra USA till en delning av PAW, då många sydstatsförsamlingar med vita ledare lämnade PAW och bildade Pentecostal Ministerial Alliance.
1931 hölls en enhetskonferens i Columbus, Ohio med ombud från fyra oneness-kyrkor. Den ledde fram till att Apostolic Church of Jesus Christ (ACJC) kom att gå upp i PAW. 
En del församlingar inom PAW och ACJC kom dock att hoppa av den nya gemensamma kyrkan och bildade i november samma år Pentecostal Assemblies of Jesus Christ.
1957 bröt biskop Samuel N. Hancock med PAW och bildade Pentecostal Churches of The Apostolic Faith.

## Ärkebiskopar
- Garfield Thomas Haywood (1925-1931)
- Samuel Joshua Grimes (1932-1967)
- Ross Perry Paddock (1967-1974)
- Francis L Smith (1974-1980)
- Lawrence E Brisbin (1980-1986)
- James Archie Johnson (1986-1992)
- Paul A Bowers (1992-1998)
- Norman L Wagner (1998-2004)
- Horace E Smith (från 2004)

## Officiella publikationer
- The Christian Outlook (månadsmagasin)
- Minute Book (Årsbok med protokoll från biskopsmötena)